# 1975
1975 (MCMLXXV) je bilo navadno leto, ki se je po gregorijanskem koledarju začelo na sredo. Organizacija združenih narodov je leto 1975 proglasila za mednarodno leto žensk.

## Dogodki

### Januar – junij
- Januar:
- na trg pride Altair 8800, začetek dobe mikroračunalnikov.
- avtomobilsko podjetje Volkswagen trgu predstavi model Golf.
- 29. januar - organizacija Weatherman izvede bombni napad na sedež ameriškega zunanjega ministrstva v Washingtonu.
- 4. februar - potres v Haičengu (Liaoning, Kitajska), prvi pravilno napovedani večji potres v zgodovini, zahteva približno 2.000 žrtev, skoraj 30.000 je ranjenih.
- 9. februar - posadka misije Sojuz 17 (Georgij Grečko in Aleksej Gubarjev) se uspešno vrne na Zemljo po mesecu bivanja v vesoljski postaji Saljut 4.
- 11. februar - Margaret Thatcher je izvoljena za predsednico Konzervativne stranke, s čimer postane prva ženska na čelu kake britanske politične stranke.
- 13. februar - kot prvi korak k vzpostavitvi separatistične turške države na Cipru je ustanovljena Turška republika Severni Ciper.
- 21. februar - Afera Watergate: nekdanji državni tožilec ZDA John N. Mitchell ter H. R. Haldeman in John Ehrlichman so obsojeni na zaporne kazni od 30 mesecev do 8 let.
- 4. marec - Elizabeta II. podeli Charlieju Chaplinu viteški naziv.
- 8. marec - Združeni narodi razglasijo mednarodni dan žena
- 10. marec - odprtje nove proge za hitre vlake Šinkansen med Osako in Fukuoko na Japonskem.
- 13. marec - predsednik Južnega Vietnama Nguyen Van Thieu ukaže evakuacijo osrednjega višavja pred napredujočo severnovietnamsko invazijo.
- 15. marec - Brazilija preseli svoje glavno mesto iz Niteróija v Rio de Janeiro.
- 25. marec - saudski kralj Faisal je ubit v atentatu, ki ga izvede njegov nečak.
- 17. april - po večtedenskih spopadih med Rdečimi Kmeri in vladnimi silami pade Phnom Penh, s čimer se konča kamboška državljanska vojna; Rdeči Kmeri po tem izvedejo neslavni pokol na t. i. »poljih smrti«.
- 24. april - teroristični napad (Frakcija Rdeče armade) na ambasado Z. Nemčije v Stockholmu: švedska policija ukrepa in zajame vseh 6 napadalcev in reši 11 talcev
- 30. april - s padcem Saigona in brezpogojno kapitulacijo Južnega Vietnama se konča vietnamska vojna ter prične množična evakuacija Američanov in Južnih Vietnamcev.
- 16. maj - Junko Tabei kot prva ženska osvoji vrh Mount Everesta.
- 5. junij - prvič po šestdnevni vojni (junij 1967) je odprt Sueški prekop.
- 25. junij - Mozambik postane neodvisna država.

### Julij – december
- 2. julij - z odlokom skupščine Socialistične republike Slovenije je ustanovljena Univerza v Mariboru.
- 5. julij - Zelenortski otoki postanejo neodvisna država po 500 letih portugalske oblasti.
- 6. julij - Komori razglasijo neodvisnost od Francije.
- 12. julij - Sao Tome in Principe postane neodvisna država.
- 17. julij - Preskusni projekt Apollo-Sojuz: ameriško vesoljsko plovilo Apollo in sovjetski Sojuz 19 se uspešno spojita v Zemljini orbiti.
- 1. avgust - delegati na Konferenci o varnosti in sodelovanju v Evropi podpišejo t. i. Helsinško deklaracijo, v katerem se med drugim obvežejo k spoštovanju državnih mej in človekovih pravic v Evropi.
- 8. avgust - močno deževje, ki spremlja tajfun Nina, povzroči popustitev jezu Banqiao in več manjših jezov v kitajski provinci Henan; v poplavah umre skoraj 200.000 ljudi.
- 20. avgust - NASA, program program Viking: Viking 1 izstrelijo proti Marsu.
- 6. september - potres z močjo 6,7 po Richterjevi lestvici zahteva 2000 žrtev v turškem mestu Diyarbakır in preostanku istoimenske province.
- 16. september - Papua Nova Gvineja si pridobi neodvisnost od Avstralije.
- 22. september - predsednik Združenih držav Amerike Gerald Ford preživi že drugi poskus atentata v tem mesecu.
- 30. september - prvi polet helikopterja AH-64 Apache.
- 30. oktober - zaradi bolezni odstopi španski diktator Francisco Franco, oblast v državi prevzame Juan Carlos I.
- 10. november - s podpisom osimskih sporazumov je dokončno urejeno vprašanje povojne meje med Italijo in Jugoslavijo.
- 11. november - Angola pridobi neodvisnost od Portugalske; kmalu po tem izbruhne državljanska vojna, ki traja z nekaj prekinitvami skoraj 30 let.
- 15. november - voditelji šestih industrializiranih držav vzpostavijo skupino G6 (danes G8).
- 20. november - s smrtjo Francisca Franca se konča obdobje diktatorstva v Španiji in začne prehod v demokratično družbo.
- 25. november - Surinam postane neodvisna država.
- 28. november - Portugalski Timor razglasi neodvisnost od Portugalske kot Vzhodni Timor.
- 29. november - v Ljubljani je slovesno odprt Univerzitetni klinični center.
- 3. december - raziskovalec Jacques Cousteau odkrije razbitine Titanicove sestrske ladje HMHS Britannic.
- 7. december - indonezijska vojska vkoraka v Vzhodni Timor.
- 21. december - šest oboroženih ljudi, med njimi Carlos Šakal, vdre v sedež Organizacije držav izvoznic nafte na Dunaju in ugrabi delegate konference.

## Svetovna populacija
| Svetovno prebivalstvo | Svetovno prebivalstvo | Svetovno prebivalstvo | Svetovno prebivalstvo | Svetovno prebivalstvo | Svetovno prebivalstvo | Svetovno prebivalstvo |
|                       | 1975                  | 1970                  | 1970                  | 1980                  | 1980                  |                       |
| --------------------- | --------------------- | --------------------- | --------------------- | --------------------- | --------------------- | --------------------- |
| Svet                  | 4.068.109.000         | 3.692.492.000         | 375.617.000           | 4.434.682.000         | 366.573.000           |                       |
| Afrika                | 408.160.000           | 357.283.000           | 50.877.000            | 469.618.001           | 61.458.000            |                       |
| Azija                 | 2.397.512.000         | 2.143.118.000         | 254.394.000           | 2.632.335.000         | 234.823.000           |                       |
| Evropa                | 675.542.000           | 655.855.000           | 19.687.000            | 692.431.000           | 16.889.000            |                       |
| Južna Amerika         | 321.906.000           | 284.856.000           | 37.050.000            | 361.401.000           | 39.495.000            |                       |
| Severna Amerika       | 243.425.000           | 231.937.000           | 11.488.000            | 256.068.000           | 12.643.000            |                       |
| Oceanija              | 21.564.000            | 19.443.000            | 2.121.000             | 22.828.000            | 1.264.000             |                       |

## Rojstva
- 7. januar - Mojca Suhadolc, slovenska alpska smučarka
- 15. januar - Sophie Wilmès, belgijska političarka
- 18. februar - Gary Neville, angleški nogometaš
- 19. februar - Esther de Lange, nizozemska političarka
- 20. februar - Brian Littrell, ameriški pop pevec
- 22. februar - Drew Barrymore, ameriška filmska igralka
- 9. marec - Roy Makaay, nizozemski nogometaš
- 11. marec - Buvaisar Saitiev, ruski (čečenski) rokoborec
- 15. marec - Eva Longoria, ameriška filmska igralka
- 15. marec - Veselin Topalov, bolgarski šahist
- 27. april - Kazujoši Funaki, japonski smučarski skakalec
- 2. maj - David Beckham, angleški nogometaš
- 8. maj - Enrique Iglesias, špansko-ameriški pevec
- 25. maj - Lauryn Hill, ameriška glasbenica
- 27. maj - Jamie Oliver, angleški kuhar in televizijski voditelj
- 4. junij - Angelina Jolie Voight, ameriška filmska igralka
- 7. junij - Allen Iverson, ameriški košarkar
- 25. junij - Vladimir Kramnik, ruski šahist
- 30. junij - Ralf Schumacher, nemški dirkač Formule 1
- 5. julij - Hernán Crespo, argentinski nogometaš
- 6. julij - Curtis Jackson (50 Cent), ameriški rapper
- 20. julij - Ray Allen, ameriški košarkar
- 25. julij - Jevgenij Nabokov, ruski hokejski vratar
- 6. avgust:
  - Katja Koren, slovenska alpska smučarka
  - Klemen Jaklič, slovenski pravnik
- 7. avgust - Charlize Theron, južnoafriška filmska igralka
- 17. september - Juan Pablo Montoya, kolumbijski dirkač Formule 1
- 19. september - Aurelia Frick, lihtenštajnska političarka in pravnica
- 27. september - Sam Lee, hongkongški filmski igralec
- 30. september - Marion Cotillard, francoska filmska igralka
- 5. oktober - Kate Winslet, angleška filmska igralka
- 17. december - Milla Jovovich, ukrajinska filmska igralka
- 21. december:
  - Charles Michel, belgijski politik in predsednik Evropskega sveta
  - Uroš Urbanija, slovenski novinar in slovenist
- 30. december - Tiger Woods, ameriški golfist

## Smrti
- 8. februar - sir Robert Robinson, angleški kemik, nobelovec (* 1886)
- 7. marec - Mihail Mihajlovič Bahtin, ruski filozof in semiotik (* 1895)
- 8. marec - George Stevens, ameriški filmski režiser (* 1904)
- 13. marec - Ivo Andrić, srbski pisatelj, nobelovec (* 1892)
- 15. marec - Aristoteles Sokrates Homer Onassis, grški ladjar (* 1906)
- 5. april - Čang Kaj-Šek, kitajski general in politik (* 1887)
- 12. april - Franc Žvanut, slovenski travmatolog (* 1912)
- 17. april - Sarvepalli Radhakrišnan , indijski filozof in državnik (* 1888)
- 22. maj - Boris Kalin, slovenski kipar (* 1905)
- 28. maj - Lung Chien, kitajski filmski režiser in filmski igralec (* 1916)
- 3. junij - Eisaku Sato, japonski politik, nobelovec (* 1901)
- 4. junij - Valentin Ferdinandovič Asmus, ruski filozof (* 1894)
- 5. junij - Paul Keres, estonski šahist (* 1916)
- 26. junij - Sveti Josemaría Escrivá de Balaguer, španski katoliški duhovnik (* 1902)
- 7. julij - Jacob Aall Bonnevie Bjerknes, norveško-ameriški meteorolog in fizik (* 1897)
- 9. avgust - Dmitrij Šostakovič, ruski skladatelj (* 1906)
- 27. avgust - Hajle Selasije I., etiopski neguš negasti (* 1892)
- 20. oktober - Harlow Shapley, ameriški astronom (* 1885)
- 22. oktober - Arnold Joseph Toynbee, britanski zgodovinar (* 1889)
- 30. oktober - Gustav Ludwig Hertz, nemški fizik (* 1887)
- 2. november - Pier Paolo Pasolini, italijanski filmski režiser (* 1922)
- 20. november - Francisco Franco, španski diktator (* 1892)
- 29. november - Graham Hill, angleški dirkač Formule 1 (* 1929)
- 4. december - Hannah Arendt, ameriška filozofinja nemško-judovskega rodu (* 1906)

## Nobelove nagrade
- Fizika - Aage Niels Bohr, Ben Roy Mottelson, Leo James Rainwater
- Kemija - John Warcup Cornforth, Vladimir Prelog
- Fiziologija ali medicina - David Baltimore, Renato Dulbecco, Howard Martin Temin
- Književnost - Eugenio Montale
- Mir - Andrej Dimitrijevič Saharov
- Ekonomija - Leonid Kantorovič, Tjalling Koopmans